# رولاند تشارلز فاغنر
رولاند تشارلز فاغنر (بالفرنسية: Roland C. Wagner)‏ هو كاتب ومترجم فرنسي، ولد في 6 سبتمبر 1960 في باب الوادي في الجزائر، وتوفي في 5 أغسطس 2012 في Laruscade ‏ في فرنسا بسبب حادث مرور.